# パンテテインヒドロラーゼ
パンテテインヒドロラーゼ(Pantetheine hydrolase、EC 3.5.1.92)は、以下の化学反応を触媒する酵素である。
(R)-パンテテイン + 水{\displaystyle \rightleftharpoons }(R)-パントテン酸 + システアミン
従って、この酵素の基質は、(R)-パンテテインと水の2つ、生成物は(R)-パントテン酸とシステアミンの2つである。
この酵素は加水分解酵素、特に鎖状アミドの炭素-窒素結合に作用するものに分類される。系統名は、(R)-パンテテイン アミドヒドロラーゼ((R)-pantetheine amidohydrolase)である。その他、pantetheinase、vanin、vanin-1等とも呼ばれる。この酵素は、パントテン酸と補酵素Aの生合成に関与する。